# Gabriel Attal
Pour les articles homonymes, voir Attal.
Gabriel Attal , né le 16 mars 1989 à Clamart (Hauts-de-Seine), est un homme d'État français qui a notamment été Premier ministre du 9 janvier au 5 septembre 2024. Redevenu député, il est depuis juillet 2024 président du groupe Ensemble pour la République à l'Assemblée nationale et est élu en décembre 2024 secrétaire général du parti Renaissance.
Militant au Parti socialiste de 2006 à 2016, il est membre du cabinet de la ministre de la Santé Marisol Touraine de 2012 à 2017, ainsi que conseiller municipal de Vanves, dans les Hauts-de-Seine, en région parisienne, depuis 2014.

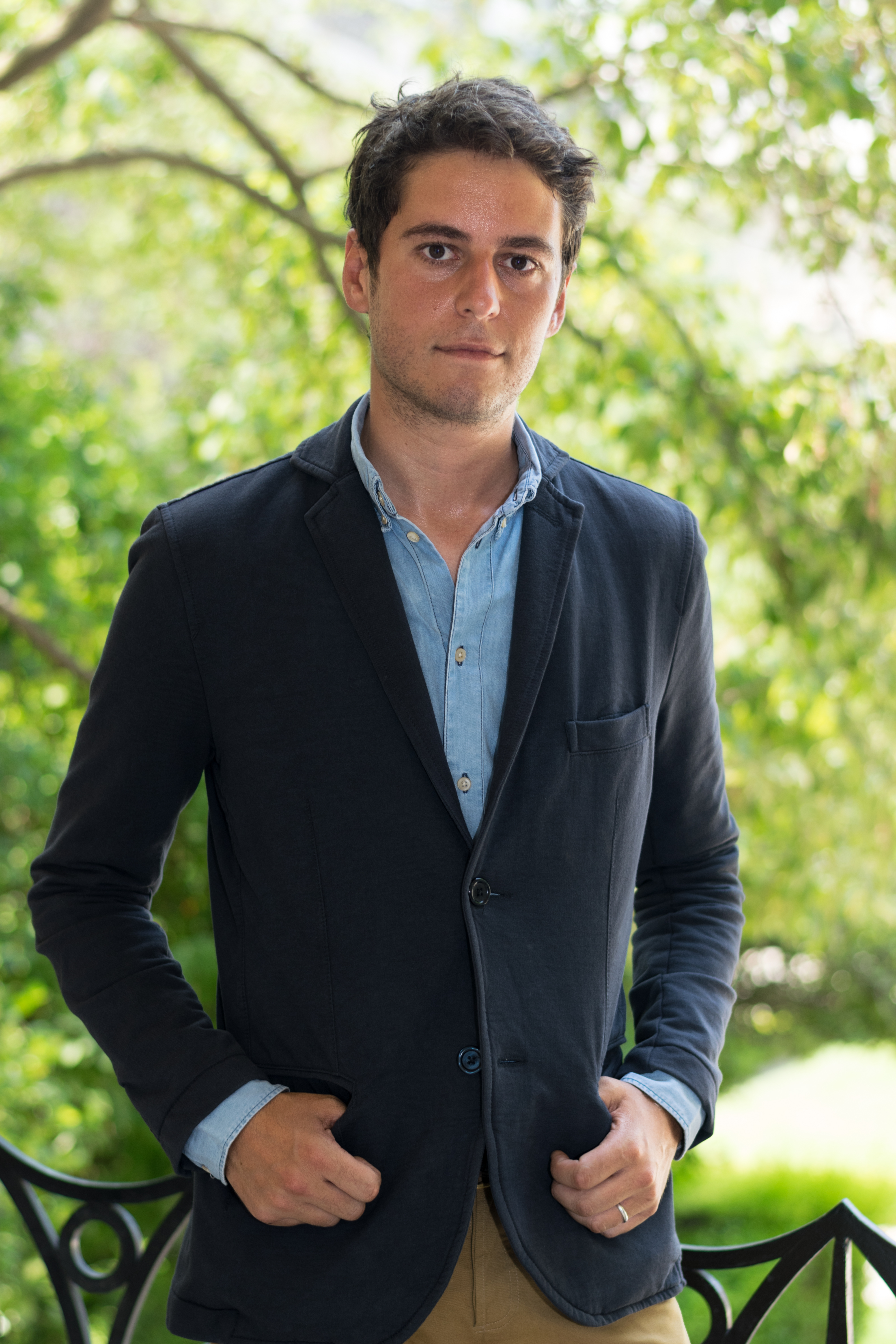
Gabriel Attal en 2017.

En 2016, il rejoint En marche, le parti fondé par Emmanuel Macron dont il est porte-parole en 2018 et membre du bureau exécutif à partir de 2021. Il est élu député en 2017 dans la dixième circonscription des Hauts-de-Seine et constamment réélu depuis. À l'Assemblée, il est membre de la commission des Affaires culturelles et de l'Éducation et rapporteur du projet de loi relative à l'orientation et à la réussite des étudiants.
En 2018, à 29 ans, il est nommé secrétaire d'État auprès du ministre de l'Éducation nationale et de la Jeunesse dans le second gouvernement Édouard Philippe, devenant le plus jeune membre d'un gouvernement sous la Ve République puis, en 2020 porte-parole du gouvernement Jean Castex.
Après la réélection d'Emmanuel Macron en 2022, il devient ministre délégué chargé des Comptes publics dans le gouvernement Élisabeth Borne puis, en juillet 2023, ministre de l'Éducation nationale et de la Jeunesse.
Le 9 janvier 2024, il devient le plus jeune Premier ministre de l'histoire, succédant à Élisabeth Borne. Démissionnaire en juillet après les élections législatives anticipées de 2024, il n'est remplacé que deux mois plus tard. Avec moins de huit mois à Matignon, il est alors, après Bernard Cazeneuve, le deuxième Premier ministre le plus éphémère de la Ve République (il sera dépassé par son successeur Michel Barnier à peine quatre mois plus tard).

## Situation personnelle

### Origines
Gabriel Nissim Attal naît le 16 mars 1989 à Clamart et grandit dans les 13e et 14e arrondissement de Paris,,, dans une famille aisée,,. Baptisé en la cathédrale Saint-Alexandre-Nevsky et élevé par sa mère dans la foi chrétienne orthodoxe, il se considère comme non-croyant.
Son père, Yves Attal (1948-2015), avocat et producteur de cinéma, descend d'une famille juive tunisienne par son propre père, Claude Attal (1916-1978) né à Tunis, naturalisé français en janvier 1937 et devenu chef de service en pédiatrie à Paris, et d'une famille d'Ashkénazes parisiens d'origine alsacienne par sa mère, Jeanine Weil (1920-2011).
Un de ses cousins maternels éloignés est Théophile Bader, cofondateur des Galeries Lafayette,,,,. Son père, non-pratiquant, se référant à leur patronyme, lui a dit un jour : « Tu te sentiras toute ta vie solidaire des Juifs car tu subiras comme eux l'antisémitisme ». Il meurt d'un cancer foudroyant le 12 novembre 2015 à Paris, à l'âge de 66 ans.
Sa mère, Marie de Couriss (née en 1964), salariée d'une société de production, descend d'une famille de Russes blancs d'Odessa d'origine grecque.
Gabriel Attal a deux sœurs cadettes et une demi-sœur aînée, cette dernière issue du précédent mariage de son père. Il a aussi un frère adoptif, fils d'une cousine décédée dans un accident de voiture en 2016. Après le divorce de ses parents en 2000, sa mère demande qu'il porte son nom de famille à côté de celui de son père. Il prend alors le nom d'usage « Gabriel Attal de Couriss »,.

### Études
Gabriel Attal  étudie à l'École alsacienne, établissement privé laïque, où il côtoie la future chanteuse Joyce Jonathan, qu'il dit avoir été l'« un de ses premiers amours »,, ainsi que le futur avocat et activiste Juan Branco, avec qui se développe une profonde inimitié en raison d'un Skyblog co-administré par celui-ci, dans lequel plusieurs utilisateurs postent des commentaires dénigrants sur le physique de certains élèves,. Gabriel Attal déclare y avoir été victime pendant plusieurs mois de cyberharcèlement et d'un déferlement d'insultes et d'injures homophobes.
En 2007, il est admis à l'Institut d'études politiques de Paris, où il obtient en 2013 un master 2 en affaires publiques.
Il étudie le droit à l'université Panthéon-Assas pendant trois ans sans décrocher sa licence de droit.
En marge de ses études, il pratique le théâtre pendant dix ans. Il apparaît comme figurant dans le rôle d'un lycéen dans le long-métrage La Belle Personne de Christophe Honoré, sorti en 2008.

### Vie privée
Adolescent, Gabriel Attal fréquente la future chanteuse Joyce Jonathan, camarade de l'École alsacienne, qui décrit leur relation comme une amourette de récréation très chaste.
Gabriel Attal a été pacsé de 2017 à 2022,, avec Stéphane Séjourné, alors conseiller politique à la présidence de la République puis ministre de l'Europe et des Affaires étrangères et député européen,,.
Gabriel Attal évoque son homosexualité pour la première fois publiquement en décembre 2018, dans un portrait publié par L'Obs,. Deux mois plus tôt, il a été victime d'un « outing » sur Twitter de la part de Juan Branco,,, après que des allusions à sa vie privée et à son couple ont circulé dans les travées de l'Assemblée nationale,. En août 2019, il explique assumer son homosexualité sans la revendiquer.

## Parcours politique

### Militantisme au PS
Selon une de ses proches, sa vocation politique naît lorsque ses parents l'emmènent à une manifestation contre la présence de Jean-Marie Le Pen au second tour de l'élection présidentielle de 2002.
Il indique avoir participé en 2006 au mouvement contre le contrat première embauche. Il rejoint le Parti socialiste (PS) en 2006 pour soutenir la candidature de Ségolène Royal à l'élection présidentielle de 2007. Le Monde le situe, dès son adhésion, « dans le sillage de cette « deuxième gauche » pour qui l'entreprise et le libéralisme ne sont pas des gros mots, tout en ayant des convictions humanistes assumées ». Il indique quant à lui avoir « adhéré au PS en étant dans la mouvance de Dominique Strauss-Kahn ».
En 2009-2010, il effectue une mission auprès d'Éric de Chassey, directeur de la villa Médicis à Rome, en Italie.
Après un stage à l'Assemblée nationale auprès de Marisol Touraine pendant la campagne présidentielle, Gabriel Attal entre en 2012 dans le cabinet de la ministre de la Santé, avec l'aide de Benjamin Griveaux, lui aussi membre du cabinet, dont il est l'adjoint,. Il devient ainsi le plus jeune conseiller ministériel du quinquennat. Jusqu'en 2017, il travaille au cabinet comme préposé aux discours, puis comme conseiller politique après le départ de Benjamin Griveaux,.
Cinquième sur la liste PS aux élections municipales de 2014, Gabriel Attal devient l'un des quatre conseillers municipaux PS de Vanves et prend la tête de l'opposition, après la démission de la tête de liste socialiste,.

### Militant chez En marche
Il adhère à En marche, devenu ensuite La République en marche (LREM), selon les sources dès la création du mouvement en avril 2016 ou fin 2016, et quitte le PS, selon les sources lorsque Emmanuel Macron déclare sa candidature à l'élection présidentielle de 2017 ou après avoir obtenu l'investiture LREM pour les élections législatives de 2017. Il déclare avoir été déçu par l'opposition de certains élus PS à la loi Macron, notamment à propos du travail du dimanche,. Selon Libération, il est « heurté par le raidissement de Manuel Valls sur les questions d'identité et d'immigration ».

### Député de laXVelégislature
Il est élu député en juin 2017 dans la dixième circonscription des Hauts-de-Seine avec 60,94 % des suffrages exprimés et un taux d'abstention de 51,82 %. Lors la campagne électorale, il a affronté Jérémy Coste, dont le suppléant était André Santini, ainsi que le général Bertrand Soubelet.
Au sein de l'Assemblée nationale, Le Monde le classe en octobre 2017 comme faisant partie des « snipers » d'Emmanuel Macron : « Des janissaires dévoués corps et âme au chef de l'État, qui ne dépendent que de lui, ne rendent de comptes qu'à lui ». Il est également proche de Christophe Castaner et de Stéphane Séjourné.
Toujours selon Le Monde, au sein de l'Assemblée nationale, les députés de La République en marche (LREM) considèrent qu'avec Amélie de Montchalin, il fait partie des députés les plus talentueux. Le Monde indique qu'il y est parvenu « grâce à son sens politique et à son aisance à l'oral. Et surtout, en profitant du vide. Alors que beaucoup de ses collègues du groupe LREM, composé en majorité de novices, n'osaient pas prendre la parole en public au début de la législature, lui a très vite crevé l'écran en défendant l'action d'Emmanuel Macron avec un aplomb et une facilité déconcertants pour son jeune âge ».
Libération relève qu'il « est invité partout, des matinales de radio à l'émission On n'est pas couché, reléguant les autres porte-parole de LREM au rang de figurants », et qu'il est « l'un des seuls à monter au feu cet été [en 2018] pour défendre Emmanuel Macron et l'Élysée en pleine affaire Benalla, gagnant du même coup de nouveaux galons ». Il bénéficie d'un accès privilégié au palais de l'Élysée, qui lui fournit les éléments de langage en vue de ses passages dans les médias.

#### Porte-parole de la majorité
Il est porte-parole de LREM de janvier à octobre 2018,.
Sa maison de famille à l'Île-aux-Moines fait par ailleurs office de « petit carrefour de la majorité ».
En avril 2018, à la veille du mouvement social contre la réforme de la SNCF, sa dénonciation de « la gréviculture » suscite la polémique,. En mai 2018, il prend ses distances avec les propos polémiques du ministre de l'Intérieur Gérard Collomb, selon lesquels les migrants font du « benchmarking » en comparant les pays européens,.
En septembre 2018, après l'élection de Richard Ferrand à la présidence de l'Assemblée nationale, il se porte candidat pour lui succéder à la présidence du groupe LREM, mais il annonce le retrait de sa candidature la veille du scrutin alors qu'il était considéré comme l'un des trois favoris pour l'emporter.

#### Travaux législatifs
À l'Assemblée nationale, il est membre de la commission des Affaires culturelles et de l'Éducation, au sein de laquelle il est le coordinateur (« whip ») du groupe La République en Marche.
Après six mois de législature, il est le 31e député le plus actif selon le classement établi par Capital, classement qualifié de « prime aux bavards » par le président du groupe La République en marche, et dénoncé par Gabriel Attal lui-même qui affirme qu'il est favorisé car il a signé des amendements alors que ses collègues de LREM ont travaillé autant que lui à leur préparation.
Ouest-France relève que « selon le site Nosdéputés.fr qui scrute l'activité des députés, Gabriel Attal est l'un des élus les plus actifs (127 interventions en commission ce qui le classe parmi les vingt premiers) ».
En décembre 2017, il est nommé rapporteur du projet de loi relative à l'orientation et à la réussite des étudiants (Loi ORE),.
Le Monde indique que l'examen du texte « lui a permis de se distinguer par sa capacité à ferrailler avec l'opposition dans l'hémicycle, en particulier avec La France insoumise (LFI), qu'il cible prioritairement dans ses prises de position ».
Il suscite la polémique en qualifiant les étudiants opposés à sa réforme de « bobos égoïstes ».

### Secrétaire d'État auprès du ministre de l'Éducation nationale et de la Jeunesse

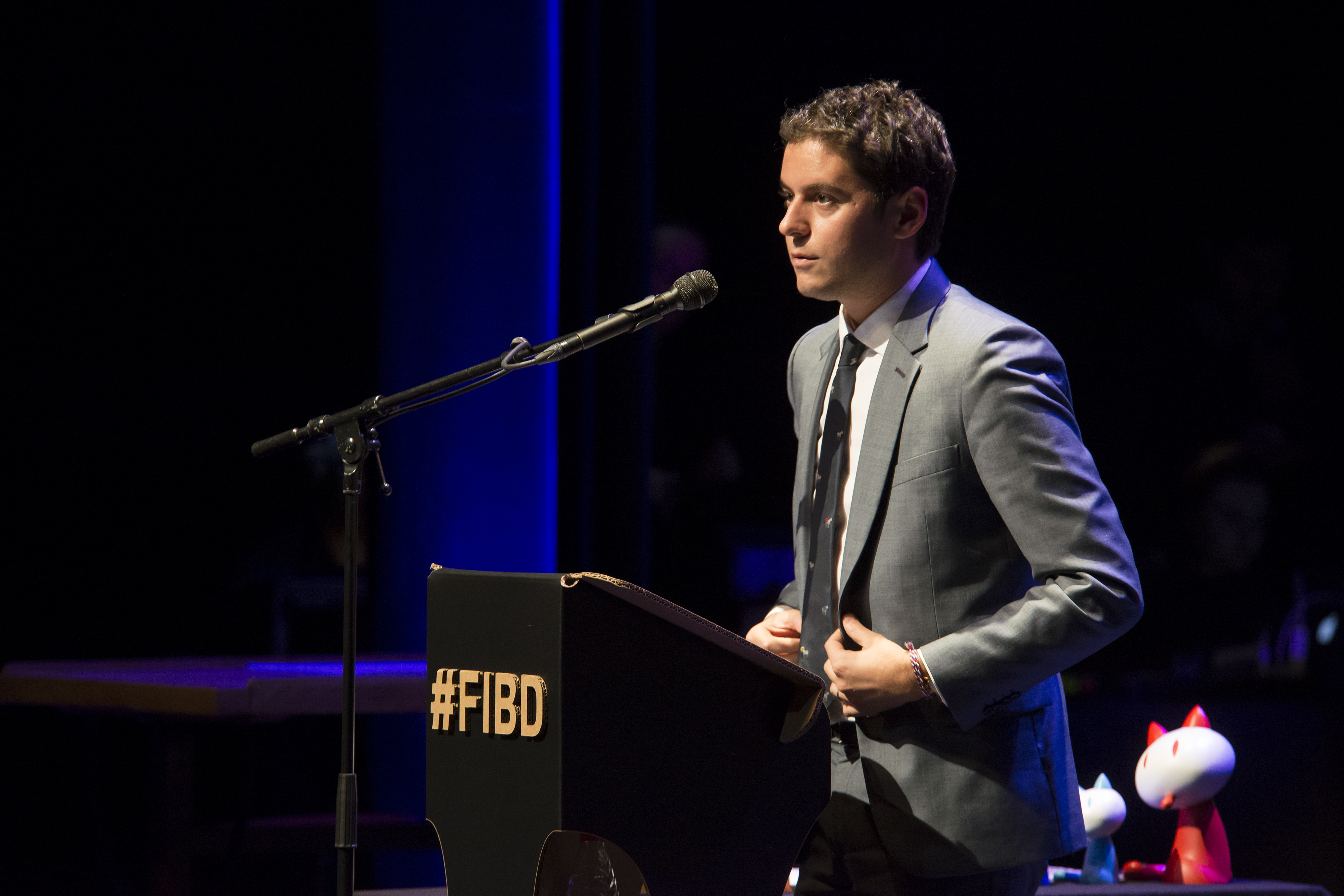
Gabriel Attal au Festival d'Angoulême 2019.

Le 16 octobre 2018, il est nommé secrétaire d'État auprès du ministre de l'Éducation nationale et de la Jeunesse, Jean-Michel Blanquer. À 29 ans, il est le plus jeune membre d'un gouvernement sous la Ve République, battant de quelques mois le record établi par François Baroin, ministre du gouvernement d’Alain Juppé en 1995.
Il est notamment chargé d'intervenir sur les dossiers de la jeunesse et la mise en place du service national universel (SNU), jusque-là sous la responsabilité de Geneviève Darrieussecq, secrétaire d'État auprès de la ministre des Armées.
Le 29 novembre 2018, il annonce des mesures concernant le monde associatif. En matière de philanthropie, il déclare souhaiter que « les grandes fortunes » puissent léguer leur patrimoine net d'impôt de succession à des fondations dont leurs enfants sont administrateurs, plutôt qu'à leurs enfants, ce qui est imposé à 45 %. En effet, de nombreuses fortunes françaises, comme c'est le cas, par exemple, de Johnny Hallyday, s'établissent selon lui à l'étranger afin de procéder à ce montage dans la légalité. La réforme projetée finit par échouer.
Selon Libération, « il est un des rares secrétaires d'État à exister ».
Lors des élections municipales de 2020, il est deuxième sur la liste LREM à Vanves, qui arrive en troisième position au second tour (19,9 %), derrière celle du maire sortant (UDI) Bernard Gauducheau (53,3 %) et celle d'EÉLV (26,8 %). Il reste conseiller municipal d'opposition.

### Secrétaire d'État auprès du Premier ministre, porte-parole du gouvernement
Gabriel Attal est nommé secrétaire d'État auprès du Premier ministre, porte-parole du gouvernement le 6 juillet 2020,. Le 22 juillet 2020, le Premier ministre Jean Castex a laissé voir par inadvertance à des journalistes une note écrite confidentielle parlant de donner un « os à ronger » pour Gabriel Attal.
Il est candidat en dernière position sur la liste LREM dans les Hauts-de-Seine pour les élections régionales de 2021 en Île-de-France. Dans la foulée, en juillet 2021, il intègre le bureau exécutif de LREM, élu sur la liste conduite par Richard Ferrand.
Alors que Gabriel Attal est en couple avec Stéphane Séjourné, conseiller politique d'Emmanuel Macron jusqu'en 2021, Le Monde juge qu'ils forment un couple au cœur du pouvoir. Le quotidien constate qu'« ils se sont hissés au sommet de l'État dans une position totalement inédite sous la Ve République : l'un souffle à l'oreille du président, l'autre parle au nom du Premier ministre ».
Comme porte-parole du gouvernement, il lance et anime en février 2021 une émission sur Twitch et YouTube, au cours de laquelle il échange au palais de l'Élysée avec des influenceurs. Le quotidien Libération relève alors qu'« il rencontre déjà un certain succès auprès d'une communauté Instagram qui s'élève à 67 000 personnes, mais qu'il compte seulement 1 200 abonnés sur Twitch ». Le premier rendez-vous est vivement critiqué sur Twitter par des étudiants ne se reconnaissant pas dans les influenceurs invités.

### Ministre délégué chargé des Comptes publics

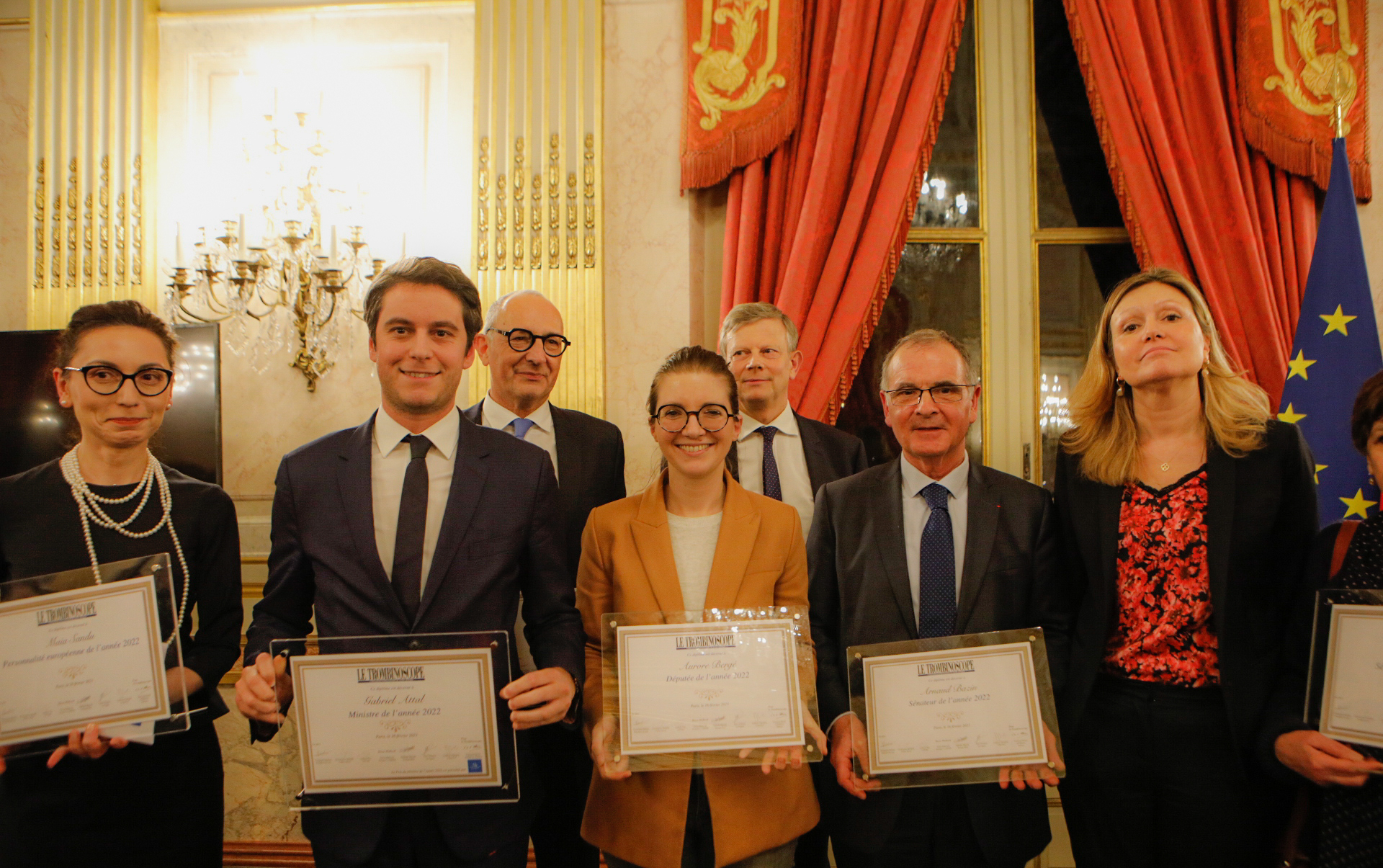
Gabriel Attal (deuxième en partant de la gauche) en février 2023.

Le 20 mai 2022, il est nommé ministre délégué chargé des Comptes publics dans le gouvernement Élisabeth Borne.
Lors des élections législatives de 2022, Gabriel Attal est candidat pour la majorité présidentielle dans la dixième circonscription des Hauts-de-Seine. L'Élysée annonce que tous les membres du gouvernement candidats qui sont battus dans leur circonscription devront quitter le gouvernement. Au premier tour, il arrive en tête avec 48,06 % des voix devant la candidate NUPES, Cécile Soubelet (30,75 %). Au second tour, il obtient 59,85 % des suffrages, ce qui lui permet de se maintenir au gouvernement.
Comme ministre, il annonce qu'il va expérimenter la semaine de quatre jours pour les fonctionnaires.

### Ministre de l'Éducation nationale et de la Jeunesse
Le 20 juillet 2023, Gabriel Attal est nommé ministre de l'Éducation nationale et de la Jeunesse et succède ainsi à Pap Ndiaye,,. Âgé de 34 ans, il devient le plus jeune ministre de l'Éducation nationale de la Ve République.
À la fin de l'été, il rédige une note de service qui interdit le port de l'abaya et du qamis en milieu scolaire dans un contexte de hausse importante des atteintes à la laïcité dans le milieu scolaire. Cette annonce entraîne une polémique, des élus de La France insoumise et le Conseil français du culte musulman défendant le fait que ces deux vêtements n’expriment en rien une appartenance religieuse quelconque. Lors de la rentrée, 298 personnes se présentent à l'entrée de leur établissement en portant un de ces vêtements, dont 67 sont interdits d'entrée après avoir refusé de se changer. Le Conseil d’État, dans des décisions rendues en septembre 2023 et septembre 2024, confirme l’interdiction de ces habits, considérant qu'ils s’inscrivent bien dans une logique d’affirmation religieuse.
Gabriel Attal reçoit pendant l'été 2023 un rapport d'enquête administrative de l'inspection générale de l'éducation, du sport et de la recherche aux conclusions accablantes sur « l'univers sexiste, homophobe et autoritaire du collège Stanislas », mais ne donne pas suite malgré l'alerte personnelle d'un parent d'élève. Il annonce la mise en place de cours d'empathie, mais aussi l'exclusion des harceleurs pour lutter contre le harcèlement scolaire, et un questionnaire d’autoévaluation sur ce phénomène, sans moyens associés.
Il annonce à la rentrée 2023 une expérimentation du port de l'uniforme dans dix établissements,,, pour voir « ce que ça permet en manière de restauration de l’autorité à l’école, de l’élévation du niveau ». L'efficacité de cette mesure pour réduire les inégalités est néanmoins controversée,, et sa mise en place à la rentrée 2024 est minimaliste et laborieuse,.
En décembre 2023, peu après la publication des résultats de l’enquête internationale PISA, il annonce les mesures de son « choc des savoirs ». Il prévoit notamment que les redoublements seront décidés par l'équipe enseignante, et non plus par les parents. De nouveaux programmes s’appliqueront à l’école primaire. Des groupes de niveau en français et mathématiques devraient être créés dans les classes de sixième et de cinquième,. Il prévoit aussi une réforme du brevet, lequel devait conditionné l'accès au lycée (cette réforme ne voit finalement pas le jour à la rentrée suivante). D'autres mesures concernent la mise en place à moyens constants de groupes réduits au lycée professionnel, le développement d'un outil d’intelligence artificielle pour l'enseignement du français et des mathématiques en classe de seconde, l'adoption de la méthode de Singapour en primaire, et une épreuve anticipée d’enseignement scientifique au bac.
Avec la multiplication de ces annonces (au moins une par semaine pendant ses cinq mois et demi à la tête du ministère), Gabriel Attal est rapidement remarqué pour son sens de la communication, là où son prédécesseur Pap Ndiaye se voyait reprocher sa trop grande discrétion. Son discours est marqué par de nombreux marqueurs traditionnels de la droite. Sa popularité dans l'opinion publique connaît une augmentation rapide, tandis que le personnel éducatif reste, lui, dans sa globalité, très sceptique face aux nombreuses annonces du ministre, qu'il ne mettra finalement pas lui-même en place en raison de son départ.
Il quitte le ministère de l'Éducation nationale et de la Jeunesse le 9 janvier 2024 pour Matignon, ce qui fait de lui l'un des ministres de l'Éducation les plus éphémères de la Ve République. Il désigne Amélie Oudéa-Castéra pour lui succéder dans son propre gouvernement, mais celle-ci se rend rapidement très impopulaire et est remplacée moins d'un mois plus tard par Nicole Belloubet,.

### Premier ministre

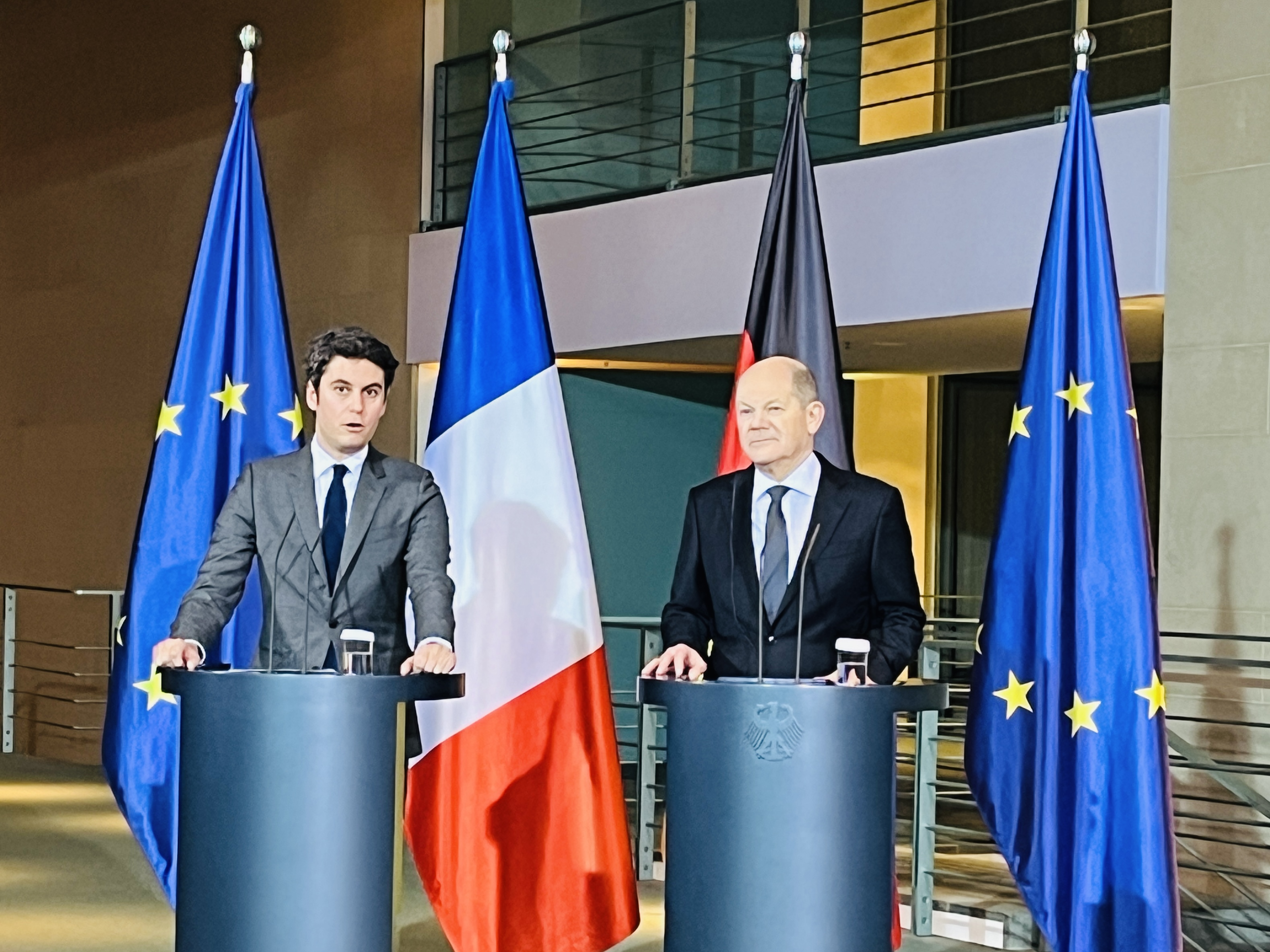
Gabriel Attal avec le chancelier allemand, Olaf Scholz, en février 2024.

Le 9 janvier 2024, il est nommé Premier ministre par Emmanuel Macron, succédant à Élisabeth Borne,. À 34 ans, il devient le 25e et plus jeune Premier ministre de la Ve République, devançant de trois ans Laurent Fabius, nommé à 37 ans en 1984,. Il est également le premier ouvertement homosexuel,,.
Peu après sa nomination, il doit faire face à un mouvement national de protestation des agriculteurs initié le 18 janvier 2024 : les manifestants expriment leur colère et des revendications, notamment face à la baisse de leurs revenus, à la hausse des charges, aux normes environnementales, à la fiscalité, aux contrôles administratifs et à la concurrence internationale.
Il soutient personnellement Valérie Hayer, tête de liste de la majorité aux élections européennes du 9 juin 2024, comme invité surprise de son interview sur France Inter, suscitant des protestations à gauche comme à droite,,,,,,,,,. « J’étais en interview juste au-dessus, on m’a dit que Valérie était là, je suis venu la voir », s’est-il justifié.
Dès la dissolution de l'Assemblée, annoncée par Emmanuel Macron le soir des élections européennes sans que Gabriel Attal ait été consulté, ce dernier prend la tête de la majorité présidentielle pour la campagne pour les élections législatives. Il est réélu député le 7 juillet 2024, lors du deuxième tour qui voit la coalition présidentielle devancée par le Nouveau Front populaire.
Le 8 juillet 2024, Gabriel Attal remet sa démission et celle de son gouvernement au président de la République, lequel la refuse et lui demande de demeurer en fonction pour « assurer la stabilité du pays »,. Le 16 juillet 2024, Emmanuel Macron accepte finalement la démission de Gabriel Attal, mais celui-ci et son gouvernement demeurent en place pour gérer les affaires courantes en attendant la nomination d'un nouveau Premier ministre,. Le 23 août suivant, le gouvernement de Gabriel Attal devient le gouvernement démissionnaire à la plus grande longévité depuis la Seconde Guerre mondiale. Il est remplacé le 5 septembre 2024 par Michel Barnier.

### Retour à l'Assemblée nationale
Le 13 juillet 2024, Gabriel Attal est élu président du groupe Ensemble pour la République à l'Assemblée nationale. Seul candidat en lice malgré les rumeurs de candidatures face à lui d'Élisabeth Borne ou Gérald Darmanin, il obtient 84 voix sur 98 votants.
Le 29 octobre 2024, il annonce sa candidature à la tête du parti Renaissance, pour succéder à Stéphane Séjourné nommé commissaire européen. Seul en lice, après le désistement d'Élisabeth Borne, Attal est élu secrétaire général le 8 décembre avec 94,9% des voix.

## Résultats aux élections législatives
| Année | Parti  | Parti | Circonscription        | 1er tour | 1er tour | 1er tour | 2d tour | 2d tour | 2d tour |
| Année | Parti  | Parti | Circonscription        | Voix     | %        | Rang     | Voix    | %       | Issue   |
| ----- | ------ | ----- | ---------------------- | -------- | -------- | -------- | ------- | ------- | ------- |
| 2017  |        | LREM  | 10e des Hauts-de-Seine | 19 572   | 44,04    | 1er      | 20 818  | 60,94   | Élu     |
| 2022  | 20 679 | LREM  | 10e des Hauts-de-Seine | 48,06    | 1er      | 24 047   | 59,85   | Élu     |         |
| 2024  |        | RE    | 10e des Hauts-de-Seine | 25 675   | 43,85    | 1er      | 29 924  | 58,23   | Élu     |

## Distinctions
- Grand-croix de l'ordre national du Mérite (2024), ex officio en tant que Premier ministre ayant exercé ses fonctions durant plus de six mois[139].
- Commandeur de l'ordre des Palmes académiques (2023), ex officio en tant que ministre de l'Éducation nationale[140].
- Nommé « Young Global Leader » par le Forum économique mondial[141],[142] (2020).